# Попово-Борове
Попово-Борове (пол. Popowo Borowe) — село в Польщі, у гміні Насельськ Новодворського повіту Мазовецького воєводства.
Населення — 310 осіб (2011).
У 1975-1998 роках село належало до Цехановського воєводства.

## Демографія
Демографічна структура станом на 31 березня 2011 року:
|          | Загалом | Допрацездатний вік | Працездатний вік | Постпрацездатний вік |
| -------- | ------- | ------------------ | ---------------- | -------------------- |
| Чоловіки | 148     | 31                 | 103              | 14                   |
| Жінки    | 162     | 37                 | 95               | 30                   |
| Разом    | 310     | 68                 | 198              | 44                   |